# Угорська вівця
Угорська вівця (Magyar racka Juh) — порода овець.
Перші згадки про цю породу відносяться до XVI—XVII століть. Після Другої світової війни лише невелику кількість даних овець розводять в угорській пусті Гортобадь.
Ця порода є унікальною. Має спіральної формі роги, що штопором виступають майже прямо вгору з верхньої частини голови. Мінімальна прийнятна вага тіла для овець досягає 40 кг і баранів 60 кг, зріст в середньому 72 см.